# Неф (сосуд)

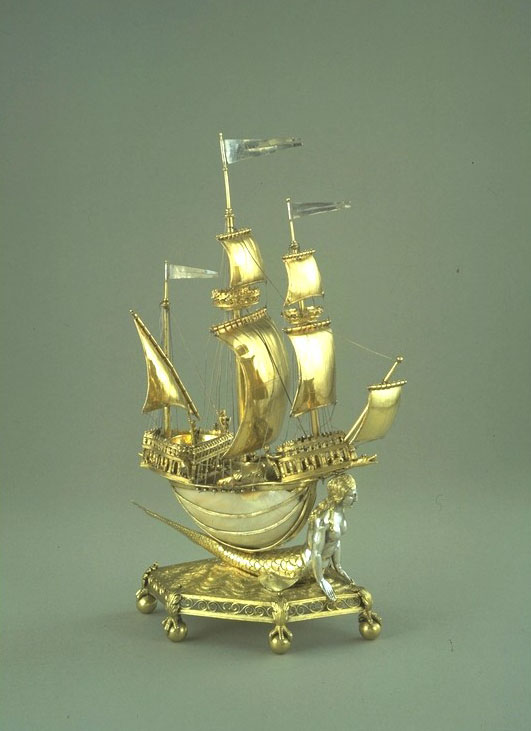
Неф из Бёргли-хауса, золоченое серебро (с фрагментами без позолоты) и раковина наутилуса, 1527—1528, Франция, Музей Виктории и Альберта

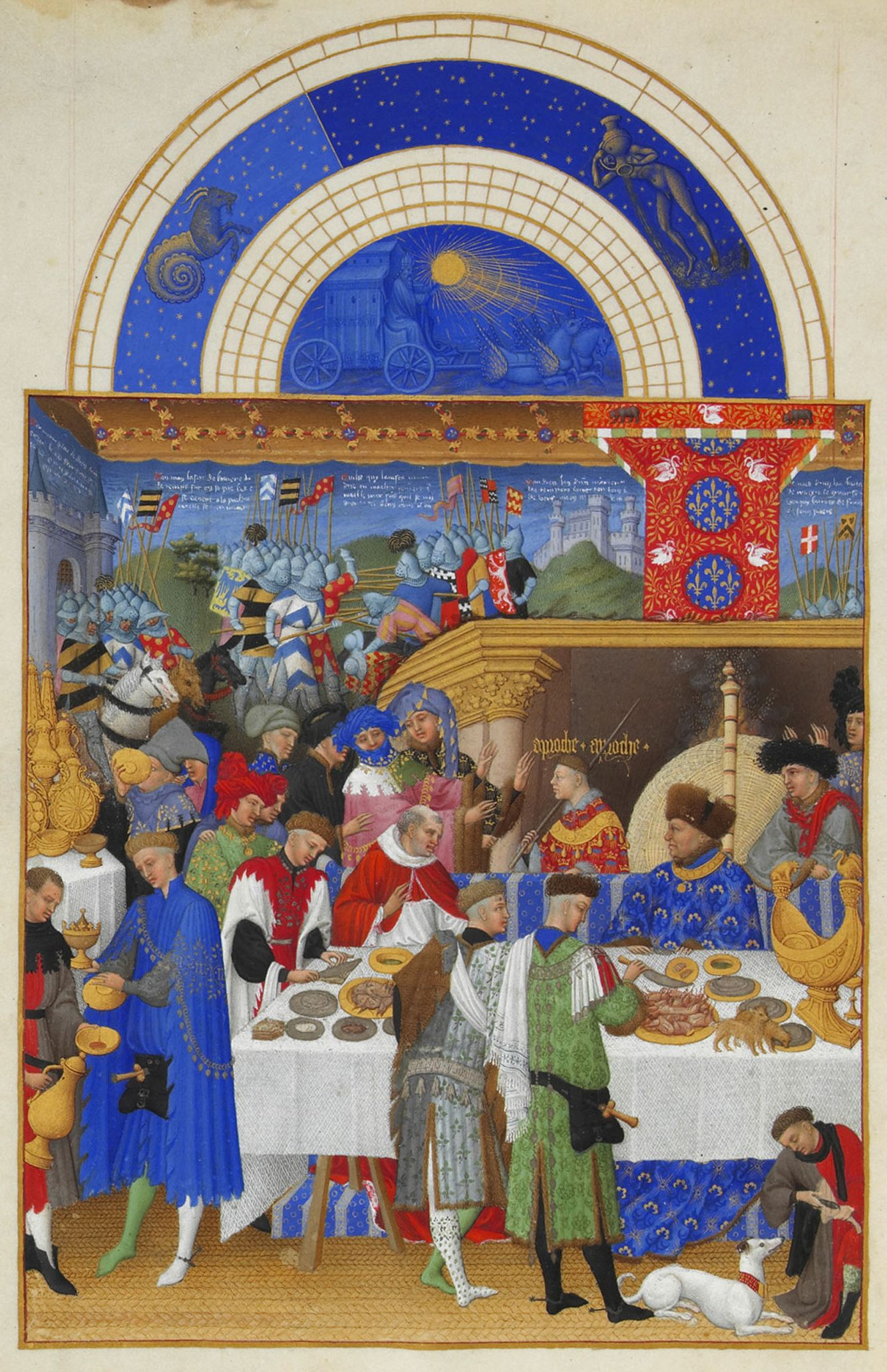
Календарная миниатюра Январь из Великолепного часослова герцога Беррийского

Неф — дорогостоящее украшение стола и причудливый столовый прибор из благородных металлов эпохи Средних веков и эпохи Возрождения, выполненный в форме корабля. На французском языке нефом называется особый тип судна.

## Описание
Помимо декоративной функции, неф использовался для подачи на стол соли или специй, которые в то время ценились на вес золота, а также в качестве ёмкости для столовых приборов и даже салфеток. Большой неф на январской миниатюре «Великолепного часослова герцога Беррийского» использовался для хранения, и возможно мытья, золотых предметов сервировки стола.
Нефы появляются во Франции начиная с 1239 года. Поначалу они имели простую форму корабельного корпуса и были предназначены для питья; к 15-му веку наиболее искусные образцы уже имели мачты, паруса и даже команду, и стали настолько переполнены мелкими деталями, что уже не могли служить контейнерами для чего-либо. Так называемый «механический галеон», хранящийся в Британском музее, является нефом, выполненным в Германии в конце 16-го века, который также имеет встроенные часы и механизм с движущимися фигурками и музыкальным сопровождением.
Обычно неф выполняли из серебра, золоченого серебра или из золота, зачастую покрывая эмалью и дополнительно украшая драгоценными камнями. Корпус корабля часто формировался из ракушки наутилуса, как это видно на примере нефа из Бёргли-хауса. Некоторые нефы имели колесики чтобы их можно было катать с одного края стола на другой, но в большинстве случаев они имели ножки или подставки. При застольях неф устанавливался перед самым важным участником пиршества, для подчеркивания его статуса.
Среди церковной утвари эквивалентом нефа является кадило или navicula означающее маленький корабль, а в английском языке также означающее сосуд в форме корабля для благовоний.
В Русском царстве нефы известны с начала XVII в., многие хранились в кремлёвской сокровищнице. А. Ф. Малиновский в составленном в начале XIX в. «Описании Москвы» пишет: «На обеденных столах царских поставлялись и корабли серебряные. В 1601 году английская королева Елизавета прислала с послом своим Ричардом Леем царевичу Феодору Борисовичу корабль о 12 пушках и о трёх мачтах, поставленный на изображении Колосса Родосского, опершегося на якорь».